# 海伦·穆班加
海伦·穆班加（英語：Hellen Mubanga；1995年5月23日—），赞比亚女子足球运动员，司职前锋，目前效力于萨拉戈萨女子足球俱乐部和赞比亚国家女子足球队。她曾代表赞比亚参加2023年国际足联女子世界杯。